# Orașu Nou
Orasu Nou là một xã thuộc hạt Satu Mare, România. Dân số thời điểm năm 2002 là 6904 người.